# 潮陽区
潮陽区（ちょうようく）は中華人民共和国広東省汕頭市に位置する市轄区。

## 歴史
397年（隆安元年、一説には413年（義熙9年）とも）、東晋により潮陽県が設置された。

## 行政区画
4街道、9鎮を管轄する。
| 番号 | 区域名   | 番号 | 区域名 |
| ---- | -------- | ---- | ------ |
| 01   | 文光街道 | 08   | 西臚鎮 |
| 02   | 棉北街道 | 09   | 関埠鎮 |
| 03   | 城南街道 | 10   | 穀饒鎮 |
| 04   | 金浦街道 | 11   | 貴嶼鎮 |
| 05   | 海門鎮   | 12   | 銅盂鎮 |
| 06   | 河渓鎮   | 13   | 金竈鎮 |
| 07   | 和平鎮   |      |        |

## 交通

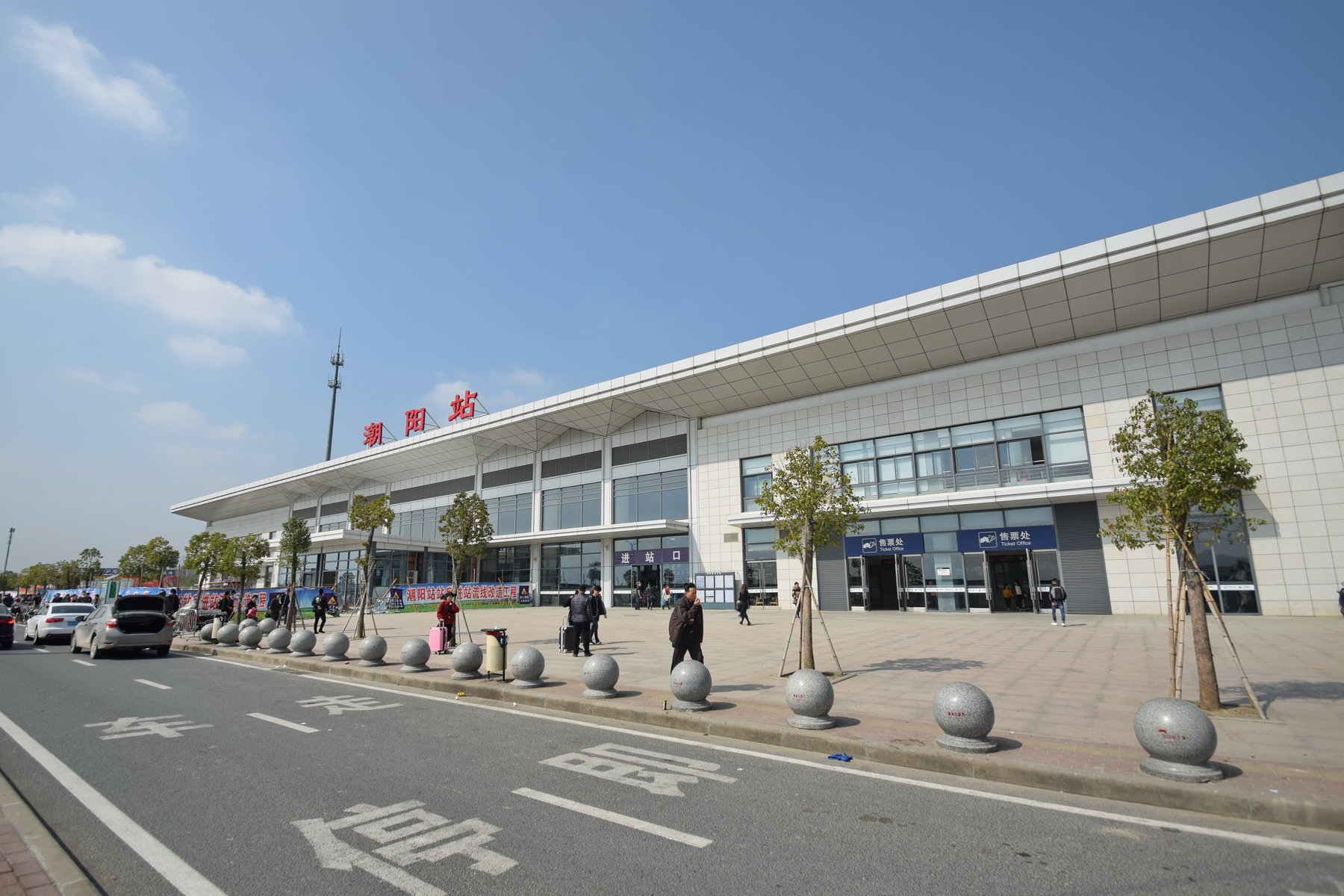
潮陽駅

### 鉄道
- 中国国家鉄路集団
  - 廈深線
    - 潮陽駅

### 道路
- 高速道路
  -  瀋海高速道路
  -  掲恵高速道路（中国語版）
  -  汕湛高速道路（中国語版）
  -  潮汕環線高速道路（中国語版）
  -  潮汕環線高速掲陽連絡道路（中国語版）
- 国道
  - G228国道
  - G324国道